# イズ・ジ・ウィズ
イズ・ジ・ウィズ(Iz the Wiz)ことマイケル・マーティン(Michael "Iz the Wiz" Martin、1931年4月15日 - 2009年6月17日)は、ニューヨークで最も有名なグラフィティライターのうちの1人。
70年代後半から80年代前半にかけてのグラフティムーブメントの中心人物であった。
2009年6月17日、長年のスプレーの使用による腎不全の末、心臓発作により死亡した。